# Język kweński

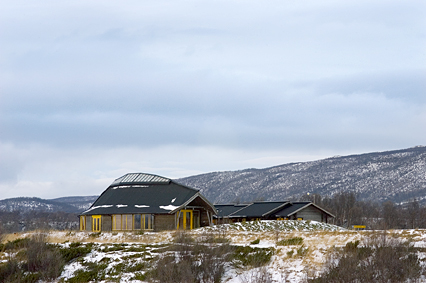
Kveeni-instituutti (Instytut Języka Kweńskiego) w Børselv (gmina Porsanger, okręg Finnmark)

Język kweński (kweń. kainun kieli, norw. kvensk språk, fiń. kveenin kieli) – język bałtycko-fiński używany przez Kwenów, potomków fińskich imigrantów w Norwegii Północnej. Po intensywnych dyskusjach w Norwegii w kwietniu 2005 kweński został uznany za samodzielny język.
Ponad 10 tys. ludzi w okręgach Troms i Finnmark przyznaje się do używania języków kweńskiego i/lub fińskiego. Jednakże liczba tych, którzy potrafią po kweńsku czytać i pisać, jest znacznie niższa.
Kweński jest blisko spokrewniony z używanym w szwedzkiej części regionu Dolina Torne językiem meänkieli i z dialektami północnofińskimi. W stosunku do fińskiego istnieją jednak duże różnice w słownictwie, a częściowo także w gramatyce, bo dialekty kweńskie przez dłuższy czas rozwijały się niezależnie od rozwoju językowego w Finlandii. Przykładowo nie wszystkie spośród 15 przypadków fińskich są używane w języku kweńskim. Jednocześnie w kweńskim w przeciwieństwie do fińskiego jest więcej starych zapożyczeń ze szwedzkiego i nowszych z norweskiego, przede wszystkim takich, jakich brakowało w słownictwie kweńskim, kiedy Kwenowie osiedlili się na wybrzeżu.
Do tej pory nie było żadnych standardów prac opisujących gramatykę słowników ani podręczników. Dlatego w roku 2007 utworzono radę języka kweńskiego pod nazwą „Instytut Kweński” (Kainun Institutti, norw. Kvensk Institutt) w Børselv (gmina Porsanger w okręgu Finnmark). Jest to organ doradczy, którego zadaniem w pierwszym etapie jest wypracowanie założeń nowego języka pisanego i zbieranie form różnych dialektów kweńskich.
Jedną z pierwszych oficjalnych stron internetowych w języku kweńskim (yr.no) oferuje od 9 lutego 2010 Norweski Instytut Meteorologiczny.
| Zapożyczenia norweskie |               |             |                 |
| fiński                 | kweński       | norweski    | polski          |
| hakemus                | sööknaadi     | søknad      | podanie         |
| hallitus               | rejeerinki    | regjering   | rząd            |
| ministeriö             | departementti | departement | ministerstwo    |
| säätiedotus            | väärmellinki  | værmelding  | prognoza pogody |